# Kurt Diedrich (Generaldirektor)
Kurt Diedrich (* 16. Juni 1922 in Eisleben; † 24. Mai 2018) war ein deutscher Wirtschaftsfunktionär in der Deutschen Demokratischen Republik (DDR). Er hatte verschiedene Funktionen im Bereich der zivilen Luftfahrt inne und war von 1970 bis 1978 Generaldirektor der Interflug.

## Leben
Diedrich, Sohn einer Kellnerin und eines Gastwirts, wurde nach dem Abschluss der Mittelschule Verwaltungsangestellter bei der Stadt Eisleben. 1940 wurde er in die deutsche Wehrmacht eingezogen und kämpfte bis 1945 im Zweiten Weltkrieg. Kurz vor Kriegsende geriet er in Schleswig-Holstein in britische Kriegsgefangenschaft, aus der er noch im selben Jahr entlassen wurde.
Noch 1945 nahm Diedrich seine Tätigkeit bei der Stadt Eisleben wieder auf. 1946 zog er nach Halle (Saale) und war bei der dortigen Stadtvertretung bis 1952 Sachbearbeiter, dann Referatsleiter und zuletzt Leiter der Abteilung Finanzen. 1953 wurde er Hauptrevisor im Ministerium der Finanzen der DDR.
1946 trat Diedrich in die Sozialistische Einheitspartei Deutschlands (SED) ein. Von 1955 bis 1960 absolvierte er ein Fernstudium an der Hochschule für Ökonomie Berlin (HfÖ) und wurde Diplom-Ökonom.
1956 wechselte Diedrich zur Deutschen Lufthansa der DDR und wurde dort Leiter der Abteilung Finanzen bei der Direktion. 1961 wechselte er ins Ministerium für Verkehrswesen der DDR und war dort Ökonomischer Leiter und Leiter der Abteilung Luftverkehr der Hauptverwaltung Zivile Luftfahrt. Nach einem weiteren Studium an der Parteihochschule der Kommunistischen Partei der Sowjetunion (KPdSU) in Moskau wurde er 1969 stellvertretender Leiter der Hauptverwaltung Zivile Luftfahrt im Ministerium für Verkehrswesen der DDR.
Von 1970 bis 1978 war Diedrich, als Nachfolger von Karl Heiland, Generaldirektor der Interflug und anschließend erneut Leiter der Hauptverwaltung Zivile Luftfahrt. Ab 1971 war Diedrich zeitweise Mitglied des Sekretariats der SED-Kreisleitung Interflug.
Kurt Diedrich starb im Alter von 95 Jahren.

## Auszeichnungen
- 1975 Vaterländischer Verdienstorden in Bronze
- 1982 Ehrentitel Verdienter Werktätiger des Verkehrswesens der Deutschen Demokratischen Republik